# Horsholma
Horsholma är en by i Föglö kommun på Åland med 20 invånare (2023). Den ligger i den del av kommunen som kallas Östersocken och hörde fram till 2006 till Föglö församling, därefter till Ålands södra skärgårdsförsamling.

## Geografi
Horsholma gränsar i öster och söder mot byarna Sommarö och Sanda och i väster mot byn Brändö samt har vattengräns i norr mot byarna Jyddö och Bänö. Bebyggelsen ligger på en tidigare ö, Horsholma, som genom landhöjningen har växt samman med flera andra öar och tillsammans bildar Östersocken. 
Till byn hör också ett vattenområde i norr och nordost samt ett antal holmar och skär. Längre ner listas några av de större.
Horsholma och resten av Östersocken har förbindelse med de västra delarna av Föglö via Brändöströmsbron över Brändöströmmen, det smala sund som skiljer Brändö från byn Sonboda.

## Historia
Liksom resten av Ålands skärgård befolkades Horsholma under medeltiden. Byn är en avsöndring från den större byn Hastersboda i öster. Namnet Horsholma berättar att byn är belägen på en plats som en gång i tiden var kringfluten holme och som innan byn tillkom hade använts som bete för hästar. Förleden Hors- kommer av ett gammalt forsvenskt ord hors som betyder ’häst’ (jämför engelskans horse).

### 1500-talet
Första gången Horsholmabor nämns i de historiska källorna är omständigheterna dramatiska. Den ena bonden i Horsholma, Olof Tomasson, hade sommaren 1519 begett sig till Reval, nuvarande Tallinn i Estland, men ”blev snöpligen av daga taga i Revals hamn”, som änkan senare skrev i ett brev som hon riktade till borgmästare, rådmän och byfogden i Reval. Efter dådet lade byfogden i Reval beslag på Olof Tomassons kvarlåtenskap, så att reskamraterna inte fick den med sig hem. Ensam kvar i Horsholma blev änkan som hette Ragnhild och ett litet barn. I ett försök att få egendomen tillbaka bad hon kyrkoherden i Föglö att skriva brevet till de styrande i Reval, som ett intyg på att hon var egendomens rättmätiga ägare och som fullmakt åt sin granne, Peder Gunvidsson, som var den som skulle försöka kräva tillbaka egendomen i Reval. Fem följeslagare kunde intyga att detta var sant: Johan Jopsson, Åsmund Gregersson, Olof Persson, Jakob Henriksson och Anders Månsson, förmodligen också de Föglöbor. Hur det gick för Peder Gunvidsson och hans kamrater i Reval är inte känt.
Horsholma omtalas i urkunderna nästa gång på 1530-talet. I de äldsta skatteböckerna, från 1537 och 1539, finns tre bönder noterade i byn: Olof Persson, hustru Brita och Olof Månsson. Också 1544 är bönderna tre, men i senare längder alltid två. 

### 1600-talet
Horsholmas historia präglas av stabilitet när det gäller ägande och brukande av de bägge gårdarna. Ägarbytena har varit relativt få och endast en gång har en av gårdarna råkat i ödesmål. Det skedde under de svåra åren i början av 1600-talet, när bonden på Norrgård tvingades lämna sitt hemman. Det dröjde sedan ungefär femton år innan gården åter befolkades.
Den första beskrivningen av Horsholma hittar vi i 1661 års jordebok: ”Här i byn är ett vind- eller strömmingsnotvarp, skötläggning i stora havet, fjällfiskedräkt hemma under landet till nödtorften. Mulbete och brännved sammaledes. Humlegård till några stänger.” Med andra ord: Horsholmaborna fiskade strömming med not på byns vatten och med skötar (nät) i ”stora havet”. Dessutom fångade de fjällfisk (främst gädda och abborre) hemmavid. På utmarken fanns tillräckligt med bete åt kreaturen och skog som räckte till brännved. Bönderna höll sig också med en liten humlegård (humle användes som ölkrydda).

### 1700-talet
Den första kartan över Horsholma upprättades 1776–1777 av lantmätaren Christian Braxer. Den viktigaste inkomstkällan var ”boskapsaveln” (boskapsskötseln), som enligt lantmätaren gav bönderna pengar så att de kunde betala kronoutlagorna. Föglöbönderna sålde framför allt ost och kreatur, sannolikt mest levande, på sina regelbundna resor till Stockholm. Fisket hade blivit sämre i byn, enligt bönderna, särskilt om höstarna. Under vårarna var det dock bättre och gav så mycket att några lispund kunde säljas av vardera hemman.

### 1800-talet
Storskiftet i byn skedde i två etapper: 1838 skiftades åkrarna och ängarna och 1858 skogsmarken och holmarna. Många av rågränserna inom byn härrör från denna tid.

### Befolkningsutveckling
| Befolkningsutvecklingen i Horsholma 1970–2020 | Befolkningsutvecklingen i Horsholma 1970–2020 | Befolkningsutvecklingen i Horsholma 1970–2020 | Befolkningsutvecklingen i Horsholma 1970–2020 | Befolkningsutvecklingen i Horsholma 1970–2020 |
| --------------------------------------------- | --------------------------------------------- | --------------------------------------------- | --------------------------------------------- | --------------------------------------------- |
|                                               |                                               |                                               |                                               |                                               |
| År                                            |                                               |                                               | Folkmängd                                     |                                               |
| 1970                                          | 1970                                          |                                               | 27                                            |                                               |
| 1980                                          | 1980                                          |                                               | 23                                            |                                               |
| 1990                                          | 1990                                          |                                               | 17                                            |                                               |
| 2000                                          | 2000                                          |                                               | 21                                            |                                               |
| 2010                                          | 2010                                          |                                               | 16                                            |                                               |
| 2020                                          | 2020                                          |                                               | 24                                            |                                               |
|                                               |                                               |                                               |                                               |                                               |

## Hemmanen
Sedan 1500-talet har det funnits två hemman i Horsholma, vardera på 90 jordmark. När de senare på 1600-talet åsattes ett mantalsvärde blev de taxerade till 2/3 mantal vardera, ovanligt mycket, vilket förklarades med att byn hade bättre förutsättningar än vad marktalen visade. På 1700-talet förmedlades de till 7/16 mantal. I jordeböckerna ges hemmanen omkring 1730 nummer (1–2). Från 1830 är de också noterade med namn. 
- 1, Södergård, ett skattehemman. Hemmanet hette ursprungligen Östergård, men antecknades 1830 av oklar anledning som Södergård. Gårdarna låg i tydligt ett öster–västerläge. Södergård delades i början av 1800-talet. Den ena halvan köptes senare av bonden på granngården Erkas.[8]
- 2, Norrgård, ett skattehemman. Hemmanet hette ursprungligen Västergård, men antecknades 1830 av oklar anledning som Norrgård. Gården delades i början av 1800-talet, den nya halvan kom att kallas Erkas.[9]

## Holmar och skär
Några större holmar som hör till Horsholma är:
- Alkläpparna visa på karta, en samling skär. I ett av förslagen till nya rutter för Ålandstrafiken från 2011 föreslogs Alkläpparna som plats för nytt färjfäste på Södra linjen (Föglö–Kökar–Galtby) och Tvärgående linjen (Föglö–Sottunga–Kumlinge).[11]
- Aspholmen visa på karta, bebyggd, har på grund av landhöjningen växt samman med hemlandet tillsammans med ön Felamsholmen.
- Björkkläppen visa på karta, obebyggd, drygt 100 meter från strand till strand.
- Hamnholm visa på karta, har på grund av landhöjningen växt samman med Lökholm som hör till byn Sommarö.
- Pattgrund visa på karta, 1,5 hektar, största längd 200 meter.